# Yellow Dog Linux
Yellow Dog Linux, conosciuta anche con la sigla YDL, è stata una distribuzione Linux per architetture hardware PowerPC della Terra Soft Solutions, Inc., con sede in Colorado, USA, e da questa prodotta. Era basato su CentOS, a sua volta basato su Red Hat, e il kernel Linux 2.6.23.

## Storia
La prima distribuzione risale al 1999 per le macchine Apple Macintosh, diventando negli anni la distribuzione di riferimento per le architetture PowerPC.
Al giorno d'oggi Yellow Dog Linux è la distribuzione di riferimento per IBM BladeCenter JS2x e i server Series p5, Mercury XR9, inoltre vi è un supporto parziale per la PlayStation 3 della Sony senza supporto per la grafica. A partire da febbraio 2007 è possibile acquistarla con un sovrapprezzo di 50 dollari con Yellow Dog Linux preinstallato

## Versioni
| Versione                  | Nome    | Distribuzione     | Versione Kernel | Note                                                  |
| ------------------------- | ------- | ----------------- | --------------- | ----------------------------------------------------- |
| 1.1                       | ?       | 8 marzo 1999      | 2.2.15          |                                                       |
| 1.2                       | ?       | 4 marzo 2000      | 2.2.19          |                                                       |
| 2.0                       | Pomona  | 17 maggio 2001    | 2.4.10          |                                                       |
| 2.1                       | Fuji    | 17 ottobre 2001   | 2.4.18          |                                                       |
| 2.2                       | Rome    | 22 marzo 2002     | 2.4.19          |                                                       |
| 2.3                       | Dayton  | 23 giugno 2002    | 2.4.20          |                                                       |
| 3.0                       | Sirius  | 19 marzo 2003     | 2.4.22          |                                                       |
| 3.0.1                     | Sirius  | 17 settembre 2003 | 2.4.22          | Prima versione aggiornata con RPM Package Manager 3.0 |
| 4.0                       | Orion   | 29 settembre 2004 | ?               |                                                       |
| 4.1                       | Sagitta | 2 febbraio 2006   | 2.6.15-rc5      |                                                       |
| 5.0                       | Phoenix | 27 novembre 2006  | 2.6.16          | Supporto per PlayStation 3 (Cell)                     |
| 5.0.1                     | Phoenix | 27 marzo 2007     | 2.6.17          |                                                       |
| 5.0.2                     | Phoenix | 14 giugno 2007    | 2.6.22-rc4      | Supporto per IBM pSeries                              |
| 6.0                       | Pyxis   | 5 febbraio 2008   | 2.6.23          |                                                       |
| 6.1                       | ?       | 19 novembre 2008  | 2.6.27          |                                                       |
| 6.1                       | Pyxis   | 1 febbraio 2009   | 2.6.28          |                                                       |
| 6.2                       | Pyxis   | 29 giugno 2009    | 2.6.29          |                                                       |
| 6.2.1 Enterprise per CUDA | Pyxis   | 2 March 2010      | 2.6.29          |                                                       |
| 6.3 Enterprise per CUDA   | ?       | 14 febbraio 2011  | ?               |                                                       |
| 7.0                       | ?       | 6 agosto 2012     | 2.6.32          |                                                       |